# Jean-Baptiste Raisin
Pour les articles homonymes, voir Raisin (homonymie).
Jean-Baptiste Raisin, surnommé « le petit Molière », est un acteur français du XVIIe siècle, né à Troyes en 1655 et mort à Paris le 5 septembre 1693.
Vers l'âge de six ans, il joue déjà des rôles d'enfant dans la troupe du Dauphin, puis dans la troupe du prince de Condé en 1677. Il entre à l'Hôtel de Bourgogne en 1679 et épouse la fille du comédien Longchamps la même année. Il fait ensuite partie de la nouvelle troupe de la Comédie-Française jusqu'à sa mort.